# ヘッリ・メット・デ・ブレス
ヘッリ・メット・デ・ブレス（Herri met de Bles、またはフランス語名: Henri Bles、1500年から1510年の間の生まれ、1555年以降に没）は フランドルの画家である。聖書の物語を題材とした象徴的な風景画を描いた。

## 概要
17世紀初めに画家たちの伝記を著わしたカレル・ファン・マンデルによれば、名前の「met de Bles」は立派な髭を生やしていたことによる通称とされる。この画家の生涯については、ほとんど知られていない。1535年にアントウェルペンの聖ルカ組合に親方として登録されたヘッリ・デ・パテニール（Herry de Patenir）という画家と同じ人物ではないかとされている 。ヨアヒム・パティニール（c.1480-1524）の甥ではないかとされていて、パティニールと同じく現在のベルギー、ナミュール州のディナンかブヴィニュ＝シュル＝ムーズ（Bouvignes-sur-Meuse）で生まれたと推定されている。ヘッリ・メット・デ・ブレスはヨアヒム・パティニールらと同じように聖書の物語を題材とした象徴的な風景画を描いた。
イタリアで、フクロウを意味する、「イル・チベッタ(il Civetta)」の仇名で呼ばれた画家も同一人物である可能性があり、この人物はイタリアのフェラーラに長く滞在し、そこで亡くなったと伝えられている。

## 作品

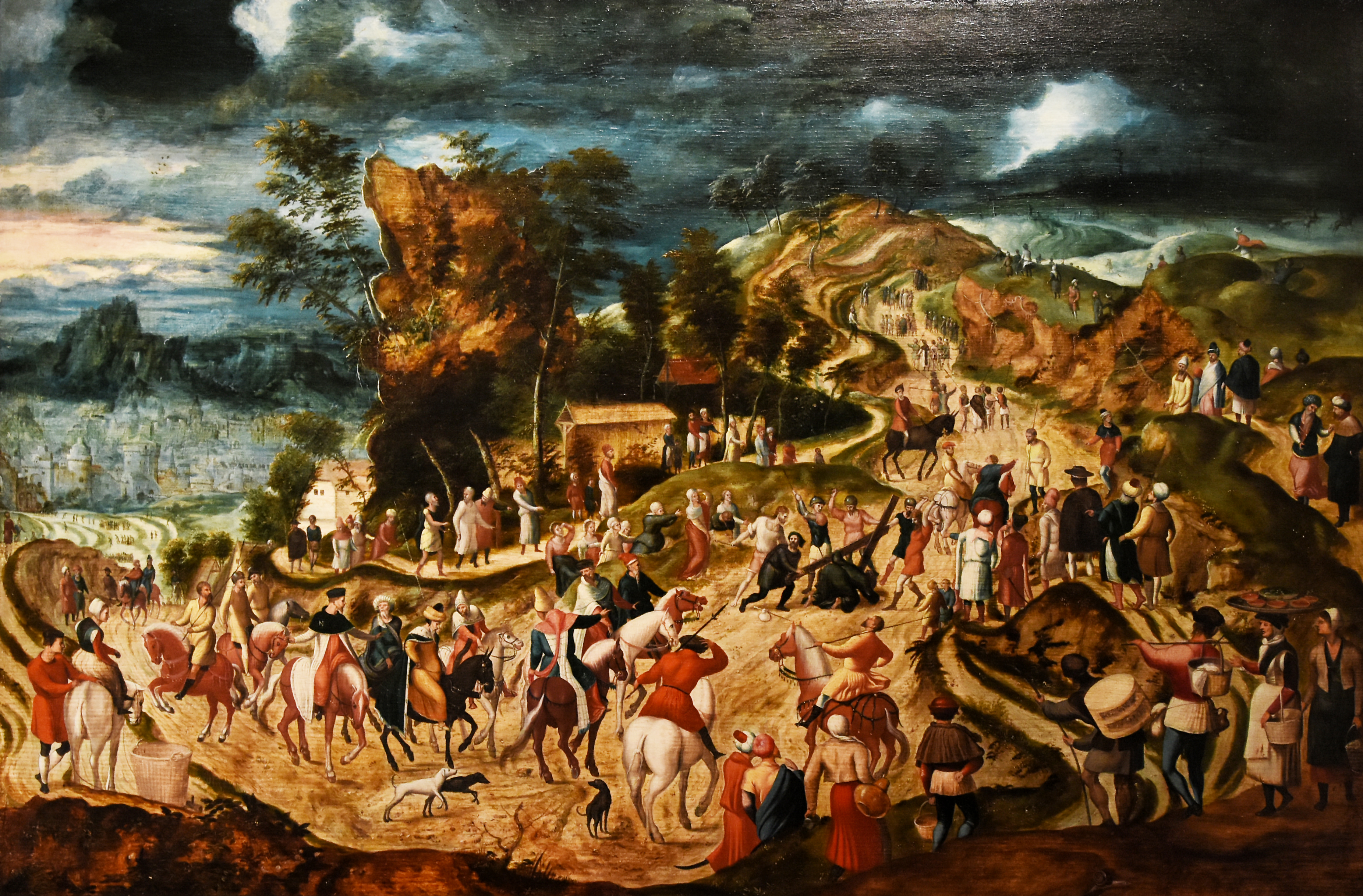
十字架の道 (c.1525) ナミュールの博物館
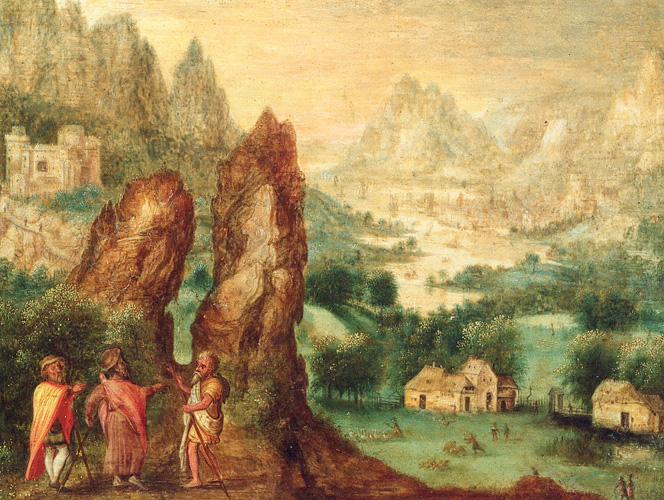
エマオの晩餐の風景 (c.1533/1550) Museum voor Schone Kunsten (Luik)
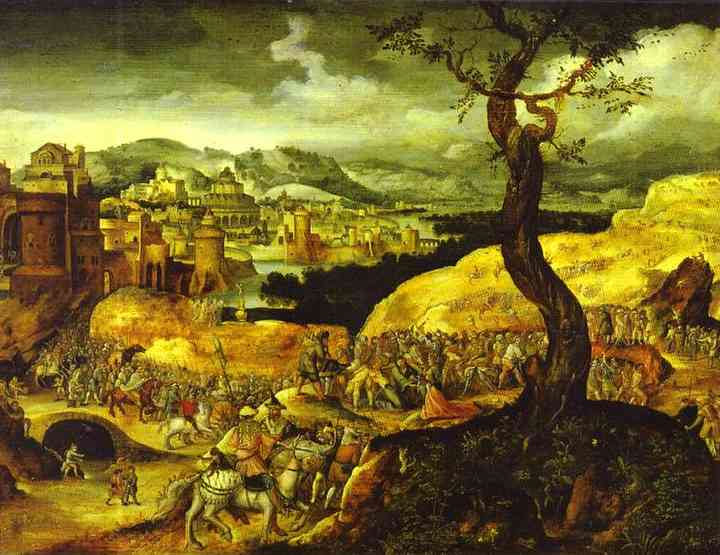
ゴルゴタへの道 (c.1533/1555) プーシキン美術館
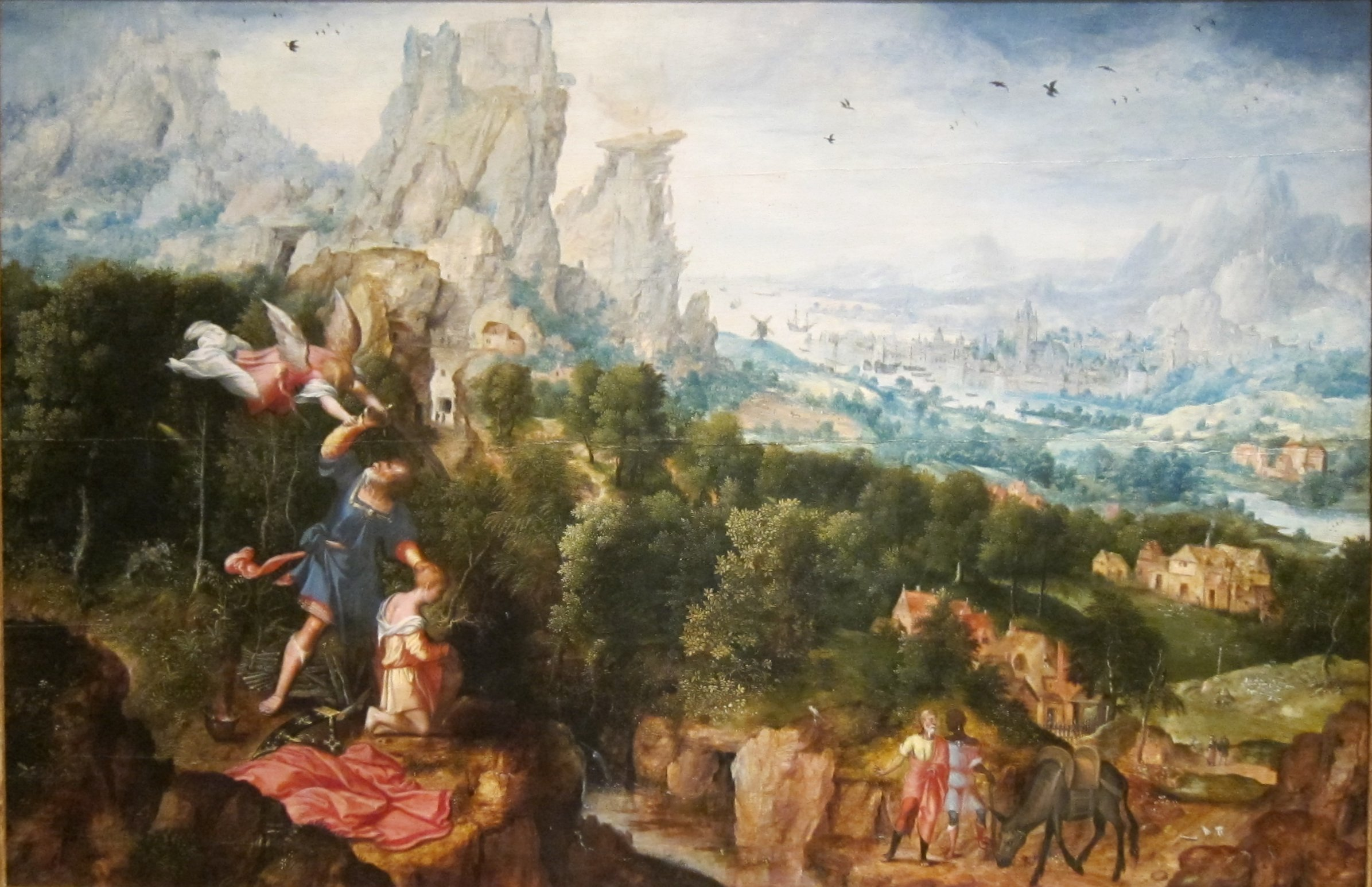
イサクの犠牲のある風景 (c.1540) シンシナティ美術館
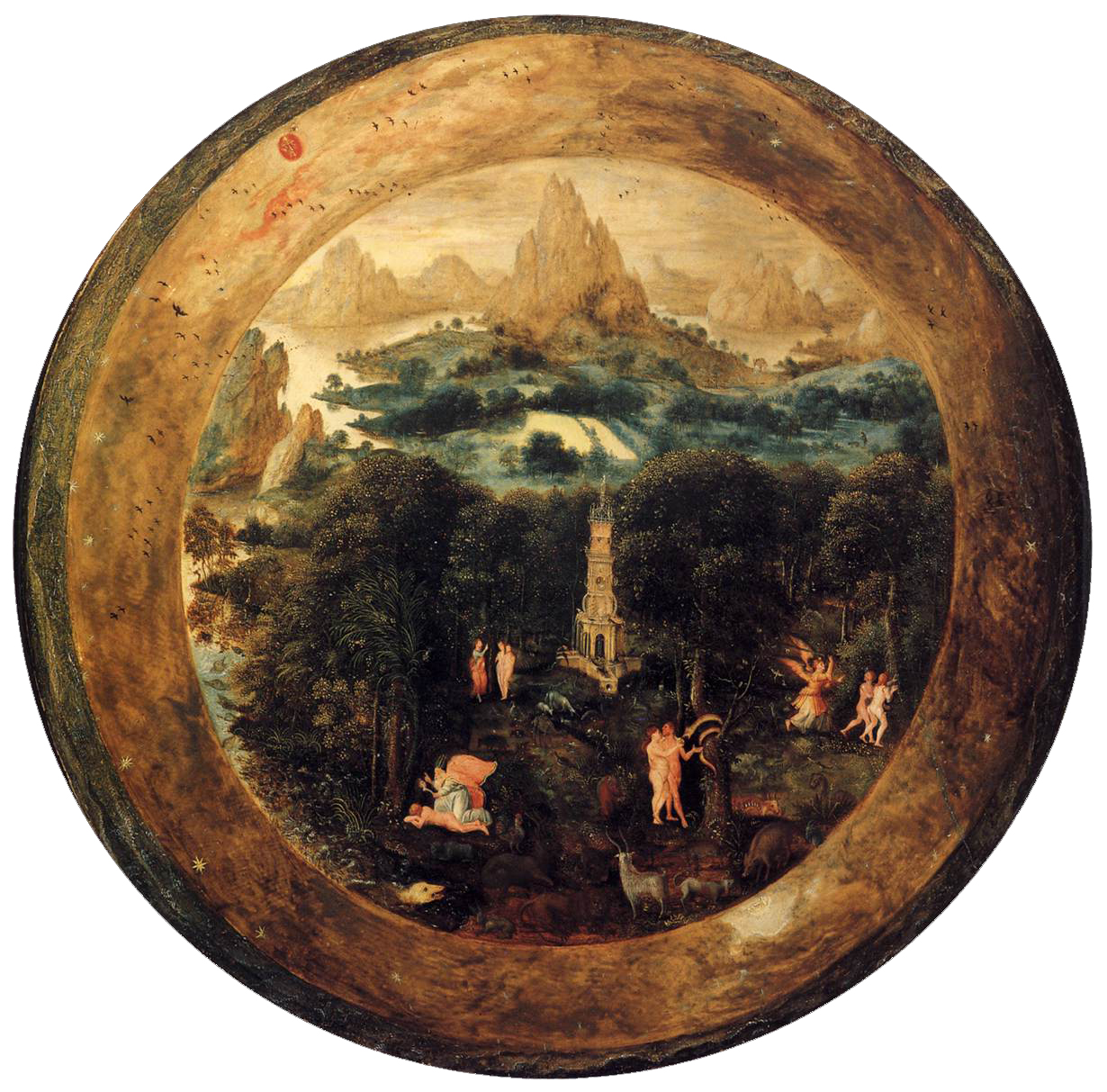
Het Paradijs (c.1541/1550 アムステルダム国立美術館
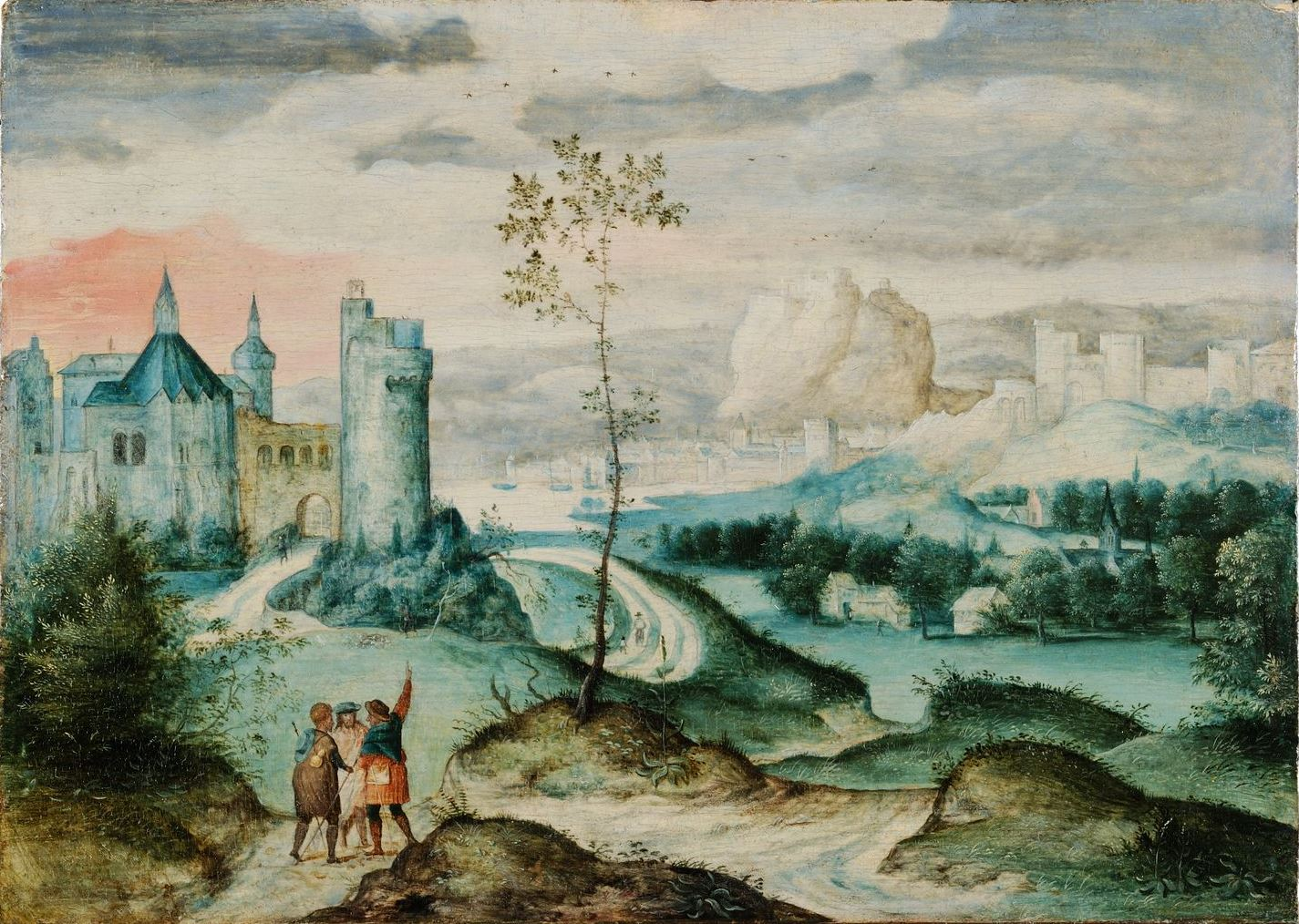
'エマオへの道での出会いの風景 Musée provincial des Arts anciens du Namurois